# Qingdao
Qingdao ([t͡ɕʰiŋ˥ taʊ̯˨˩˦]ⓘ; chiń. trad. 青島; pinyin Qīngdǎo; dawniej latynizowane jako Cingtao lub ang. Tsingtao i niem. Tsingtau) – miasto w Chinach, w południowej części półwyspu Szantung. Jeden z największych portów świata, położony nad Morzem Żółtym. Liczba mieszkańców wynosi około 4 milionów.

## Gospodarka
Ośrodek przemysłu maszynowego, środków transportu, elektronicznego, chemicznego, włókienniczego i spożywczego (piwo Tsingtao); baza marynarki wojennej; kąpielisko morskie i uzdrowisko.

## Religia
Stolica rzymskokatolickiej diecezji Qingdao.

## Administracja
Qingdao zarządza 10 jednostkami administracyjnymi, w tym sześcioma dzielnicami i czterema miastami.
| - Shinan (dzielnica) (市南区) - Shibei (dzielnica) (市北区) - Licang (dzielnica) (李沧区) - Laoshan (dzielnica) (崂山区) - Chengyang (dzielnica) (城阳区) - Huangdao (dzielnica) (黄岛区) - Jimo (miasto) (即墨市) - Jiaozhou (miasto) (胶州市) - Pingdu (miasto) (平度市) - Laixi (miasto) (莱西市) |

## Geografia i klimat
Qingdao leży w południowej części półwyspu Szantung. Miasto jest położone na płaskim terenie. W okolicy miasta są góry, z najwyższym wierzchołkiem 1133 m ponad poziomem morza. Miasto jest otoczone 730,64 kilometrami linii brzegowej. Pięć głównych rzek przepływa w okolicy 50 kilometrów od miasta. Lato jest umiarkowane, a zimy względnie łagodne. Średnia temperatura w lipcu wynosi 23,8 °C, podczas gdy średnia temperatura w styczniu wynosi -0,7 °C. Większość opadów jest w czerwcu i lipcu, średnia 150 mm.

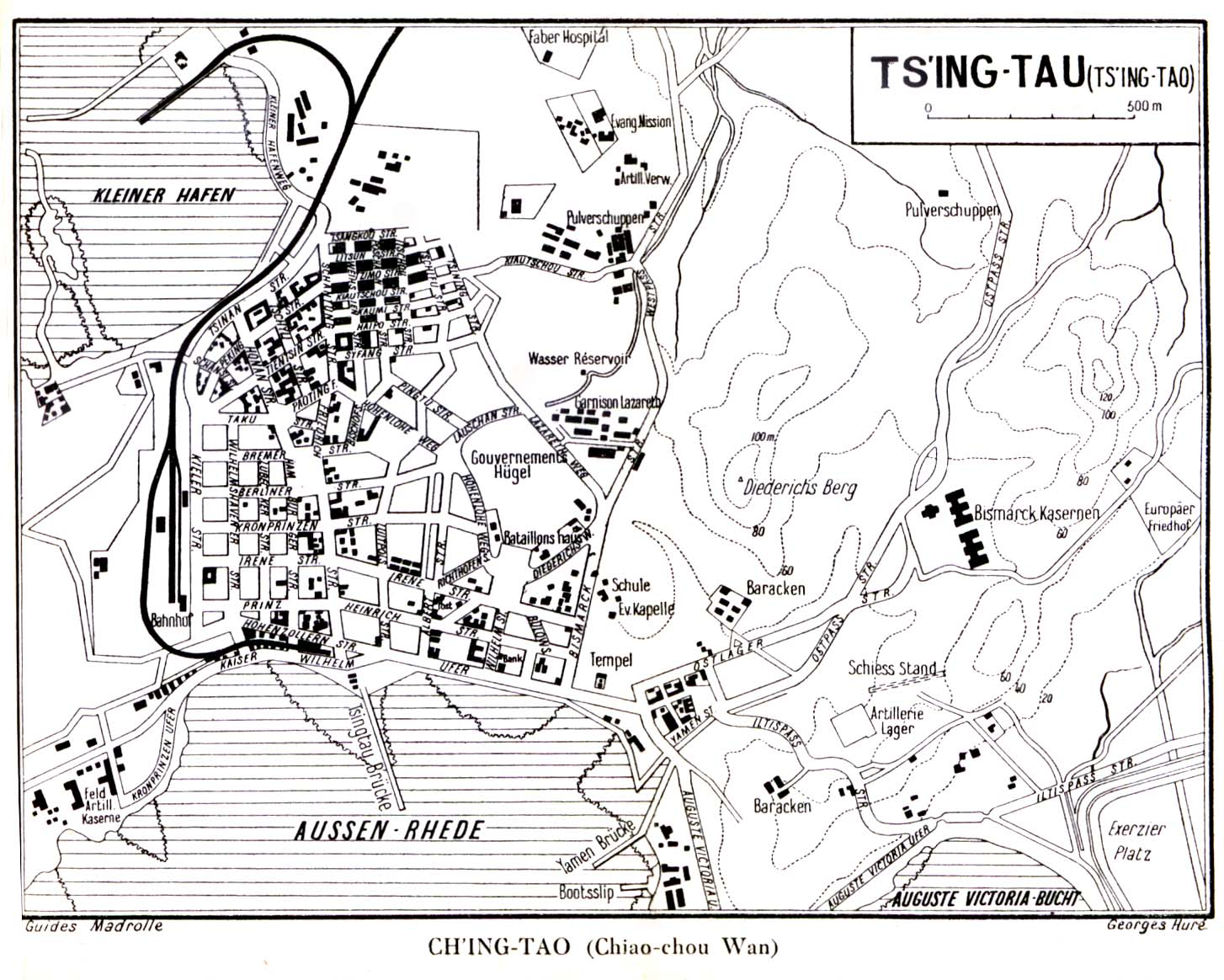
Niemiecka mapa Qingdao, 1912

## Historia
Pod koniec XIX wieku była to wioska rybacka, nosząca wówczas nazwę Jiao’ao (胶澳). Po 1891 roku zyskała na znaczeniu, stając się bazą wojskową za dynastii Qing. Od 1897 roku Qingdao zostało wydzierżawione Cesarstwu Niemieckiemu, w ramach koncesji kolonialnej Jiaozhou, po czym zostało rozbudowane, stając się niemiecką bazą morską na Dalekim Wschodzie. Stacjonowała w nim Niemiecka Eskadra Wschodnioazjatycka. Niemcy zbudowali nowoczesny port i linię kolejową. Miasto, znane wówczas szeroko pod niemiecką nazwą Tsingtau, stało się jednym z najważniejszych portów handlowych w Chinach; największym po Szanghaju, Hongkongu i Kantonie. Niemcy zbudowali też fortyfikacje broniące miasta od strony lądu. 
Na początku I wojny światowej, po oblężeniu rozpoczętym 2 września 1914 roku, miasto zostało zdobyte przez Japończyków 7 listopada 1914 roku. Sojusznicze oddziały brytyjskie również brały udział w zdobyciu miasta. Podczas oblężenia Niemcy stracili 555 żołnierzy (187 zabitych, 368 rannych), Japończycy – 1803 (556 zabitych, 1247 rannych).
W 1922 roku miasto wróciło do Chin. W latach 1937–1945 znajdowało się pod okupacją japońską. W latach 1945–1949 była to amerykańska baza wojskowa – siedziba dowództwa Floty Zachodniego Pacyfiku.
Zobacz też: Jiaozhou.

## Sport
W Qingdao, w Zatoce Fushan, koło centrum biznesowego miasta odbyły się regaty żeglarskie w czasie letnich igrzysk w 2008.

## Transport
Qingdao jest jednym z największych portów w Chinach. Orient Ferry łączy Qingdao z Shimonoseki w Japonii. Są też połączenia wodne z Koreą Południową.
Most Qingdao Haiwan, łączący centrum miasta z dzielnicą Huangdao, jest najdłuższym mostem na świecie wybudowanym nad wodą.
Lotnisko w Qingdao znajduje się około 36 kilometrów od centrum miasta i ma 13 krajowych i międzynarodowych połączeń linii lotniczych.
Połączenia kolejowe, stacja Qingdao, z Lanzhou, Chengdu, Xi’an, Zhengzhou, Jinan oraz Jining.

## Kultura
Architektonicznie miasto jest kombinacją kultury wschodu i zachodu. Większość ludzi mówi po mandaryńsku z akcentem znanym jako Qingdao Hua. Restauracje serwują głównie kuchnię Lu Cai. Od 1991 roku w mieście odbywa się międzynarodowy festiwal piwa Qingdao International Beer Festival.

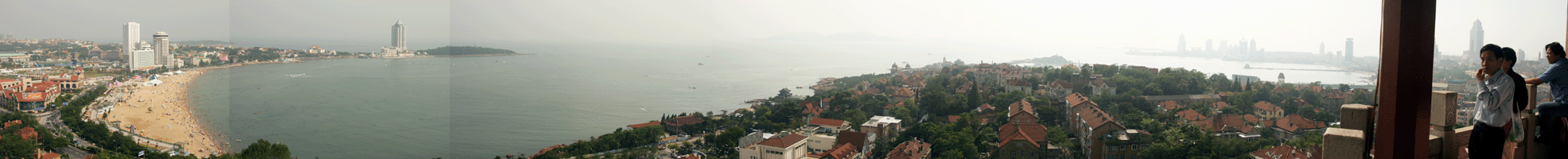
Panorama Qingdao zrobiona ze Wzgórza Małej Rybki (Xiao Yu Shan, 小鱼山)

## Turystyka
Qingdao jest miastem chętnie odwiedzanym przez turystów ze względu na świetną pogodę. Najważniejsze atrakcje to parki, wybrzeże i trochę ciekawej architektury:
- Ba Da Guan, najstarsza część miasta z architekturą poniemiecką
- Winiarnia Huadong
- Siedziba Gubernatora Jiaozhou,
- Lao Shan, święta góra taoizmu
- Park Lu Xuna, park nazwany na cześć najsłynniejszego XX-wiecznego pisarza chińskiego, Lu Xuna.
- Muzeum Piwa Qingdao, stara gorzelnia piwa.
- Muzeum morskie w Qingdao
- Międzynarodowe Miasto Piwa w Qingdao, miejsce, w którym odbywają się coroczne festiwale Międzynarodowy Festiwal Piwa w Qingdao.
- Świat Podwodny w Qingdao
- Katedra św. Michała, neoromańska katedra, ukończona w 1934 roku.
- Podziemny Świat Mitologii Chińskiej, rzeźby przedstawiające sceny z chińskiej mitologii
- Xiao Yu Shan (Wzgórze Małej Rybki)
- Zhan Qiao (Molo Zhan)
- Zhanshan, jedyna świątynia buddyjska w Qingdao

## Szkolnictwo
Szkoły wyższe:
- Chiński Uniwersytet Oceaonograficzny (poprzednio Uniwersytet Oceaonograficzny Qingdao), największy uniwersytet oceanograficzny w Chinach
- Uniwersytet Qingdao
- Badawczy Uniwersytet Techniczny Qingdao
- Wyższa Szkoła Hotelarstwa i Zarządzania Qingdao

Szkolnictwo średnie:
- 26 szkół ponadpodstawowych
- 19 liceów

Międzynarodowe szkoły w Qingdao: 
- Qingdao International School
- Qingdao MTI International School

## Miasta partnerskie
| - Shimonoseki (Japonia) - Long Beach (Stany Zjednoczone) - Acapulco (Meksyk) - Odessa (Ukraina) - Daegu (Korea Południowa) - Nes Cijjona (Izrael) - Velsen (Holandia) - Southampton (Wielka Brytania) - Puerto Montt (Chile) - Montevideo (Urugwaj) | - Kłajpeda (Litwa) - Bilbao (Hiszpania) - Nantes (Francja) - Nikozja (Cypr) - Paderborn (Niemcy) - Wilhelmshaven (Niemcy) - Galway (Irlandia) - Perm (Rosja) - Iloilo (Filipiny) - Petersburg (Rosja) | - Makasar (Indonezja) - North Shore City (Nowa Zelandia) - Vila Velha (Brazylia) - Göteborg (Szwecja) - Mannheim (Niemcy) - Inczon (Korea Południowa) - San Francisco (Stany Zjednoczone) - Port Sudan (Sudan) - Orlando (Stany Zjednoczone) - Tanger (Maroko) | - Rijeka (Chorwacja) - Pyeongtaek (Korea Południowa) - Đà Nẵng (Wietnam) - Edmonton (Kanada) - Oakland (Stany Zjednoczone) - Naruto (Japonia) - Kiszyniów (Mołdawia) - Västergötland (Szwecja) - Adelaide (Australia) - Los Angeles (Stany Zjednoczone) | - Skagen (Dania) - Brest (Francja) - Kobe (Japonia) - Fukuoka (Japonia) - Pusan (Korea Południowa) - Gunsan (Korea Południowa) - Cairns (Australia) - Braunau am Inn (Austria) - Saint Louis (Stany Zjednoczone) - Kitakyūshū (Japonia) | - Houston (Stany Zjednoczone) - Wuppertal (Niemcy) - Richmond (Kanada) - Ratyzbona (Niemcy) - Miami (Stany Zjednoczone) |